# Plotin
Plotín ali Plotínos (starogrško Πλωτῖνος, latinizirano: Plōtînos), grško-rimski filozof, * 205 Egipt (blizu Teb), † 270.
V Aleksandriji se je učil filozofijo. Bil je učenec Amonija Sakasa. Okrog leta 244 je v Rimu ustanovil filozofsko šolo. Za vzor sta mu bila Platon in Pitagora. Pri svojih 60 letih si je želel usvariti Platonovo Idealno državo, vendar so mu sodelavci cesarja Galiena to preprečili. Danes velja za utemeljitelja neoplatonizma. Njegova predavanja si je zapisoval njegov učenec in poznejši filozof Porfirij (okrog 232–304). Velja za najpomembnejšega uvljavitelja neoplatonizma.